# ادعاهای ارضی در جنوبگان

نقشه ادعاهای ارضی در جنوبگان با توجه به سیستم پیمان جنوبگان:
بریتانیا
نیوزیلند
فرانسه
استرالیا
نروژ
شیلی
آرژانتین
سرزمین ماری برد

ادعاهای ارضی در جنوبگان به قلمروهای مورد ادعای هفت کشور آرژانتین، استرالیا، بریتانیا، شیلی، فرانسه، نروژ و نیوزیلند در جنوبگان گفته می‌شود. این کشورها تمایل به پایه‌گذاری ایستگاه‌های پژوهشی و علمی در سرزمین‌های مورد ادعای خود دارند، با این حال برخی از این مراکز در خارج از محدوده مورد ادعای هر کشور قرار گرفته و برخی از کشورهای بدون ادعای ارضی مانند روسیه و ایالات متحده آمریکا اقدام به ساخت تجهیزات پژوهشی در سرزمین‌های مورد ادعای دیگر کشورها کرده‌اند.
این هفت کشور پیش از سال ۱۹۶۱، هشت قلمرو ادعایی در جنوب مدار ۶۰ درجه جنوبی را مشخص کرده‌اند. هیچ‌کدام از این سرزمین‌ها سکنه بومی ندارد.
بر اساس سیستم پیمان جنوبگان، مناطق پایین‌تر از مدار ۶۰ درجه جنوبی، تنها منطقه‌ای برای تحقیقات علمی است و هر گونه فعالیت نظامی و ادعای مالکیت در آن ممنوع است. این پیمان، نخستین پیمان کنترل تسلیحات در زمان جنگ سرد است. دفتر این پیمان از سپتامبر سال ۲۰۰۴ در بوئنوس آیرس آرژانتین قرار دارد. این پیمان از سال ۱۹۵۹ و بدنبال ادعا مالکیت آرژانتین بر جنوبگان ظهور پیدا کرد. قدرت‌های بزرگ (ایالات متحده آمریکا، اتحاد جماهیر سوسیالیستی شوروی و پادشاهی متحد بریتانیا) تصمیم گرفتند که با ایجاد معاهده‌ای مانع از سلطه کشورها بر جنوبگان شوند. این پیمان در یکم دسامبر ۱۹۵۹ به امضا شده‌است و در ۲۳ ژوئن ۱۹۶۱ به اجرا درآمده. در ابتدا تنها ۱۲ کشو فعال در پروژه سال ژئوفیزیک بین‌الملل (از ژوئن ۱۹۵۷ تا دسامبر ۱۹۵۸) شامل ایالات متحده آمریکا، اتحاد جماهیر سوسیالیستی شوروی، پادشاهی متحد بریتانیا، آرژانتین، استرالیا، بلژیک، شیلی، فرانسه، ژاپن، نیوزیلند، نروژ و آفریقای جنوبی آن را امضا کردند. این کشورها ۵۰ ایستگاه تحقیقاتی در جنوبگان ایجاد کرده‌اند. این پیمان، بیانی دیپلماتیک از همکاری علمی و عملی است که اصطلاحاً «بر روی یخ» به دست آمده‌است. تا سال ۲۰۱۶، ۵۳ کشور آن را امضا کرده‌اند.

## سرزمین‌های مورد ادعای رسمی در جنوب مدار ۶۰ درجه جنوبی
| سرزمین                            | سرزمین                                                   | مدعی     | تاریخ | محدوده مورد ادعا | محدوده مورد ادعا                                    | مساحت (km2)  |
| --------------------------------- | -------------------------------------------------------- | -------- | ----- | ---------------- | --------------------------------------------------- | ------------ |
| استان تیرا دل فوئگو، آرژانتین     | جنوبگان آرژانتین (بخشی از استان تیرا دل فوئگو، آرژانتین) | آرژانتین |       |                  | 25°W–74°W                                           | ۱٬۴۶۱٬۵۹۷    |
| قلمرو جنوبگان استرالیا            | قلمرو جنوبگان استرالیا (ایالت‌ها و قلمروهای استرالیا)     | استرالیا | ۱۹۳۳  |                  | 160°E–142°2′E 136°11′E–44°38′E                      | ۵٬۸۹۶٬۵۰۰    |
| قلمرو جنوبگان شیلی                | قلمرو جنوبگان شیلی (بخشی از استان جنوبگان شیلی)          | شیلی     | ۱۹۴۰  |                  | 53°W–90°W                                           | ۱٬۲۵۰٬۲۵۷٫۶  |
| سرزمین‌های جنوبی و جنوبگانی فرانسه | سرزمین ادلی (بخشی از سرزمین‌های جنوبی و جنوبگانی فرانسه)  | فرانسه   | ۱۸۴۰  |                  | 142°2′E–136°11′E                                    | ۴۳۲٬۰۰۰      |
| سرزمین راس                        | قلمرو وابسته راس (قلمرو وابسته نیوزیلند)                 | نیوزیلند | ۱۹۲۳  |                  | 150°W–160°E                                         | ۴۵۰٬۰۰۰      |
| جزیره پتر یکم                     | جزیره پتر یکم (قلمرو وابسته نروژ)                        | نروژ     | ۱۹۲۹  |                  | ۶۸°۵۰′ جنوبی ۹۰°۳۵′ غربی / ۶۸٫۸۳۳°جنوبی ۹۰٫۵۸۳°غربی | ۱۵۴          |
| سرزمین شهبانو ماود                | سرزمین شهبانو ماود (قلمرو وابسته نروژ)                   | نروژ     | ۱۹۳۹  |                  | 44°38′E–20°W                                        | ۲٬۷۰۰٬۰۰۰    |
| قلمرو جنوبگان بریتانیا            | قلمرو جنوبگان بریتانیا (سرزمین‌های فرادریایی بریتانیا)    | بریتانیا | ۱۹۰۸  |                  | 20°W–80°W                                           | ۱٬۷۰۹٬۴۰۰    |
| مجموع                             | مجموع                                                    | مجموع    | مجموع | مجموع            | مجموع                                               | ۱۳٬۸۹۹٬۹۰۸٫۶ |

| مدعی                     | گستره هم‌پوشانی |
| ------------------------ | -------------- |
| آرژانتین، بریتانیا       | 25°W–53°W      |
| آرژانتین، شیلی، بریتانیا | 53°W–74°W      |
| شیلی، بریتانیا           | 74°W–80°W      |

| منطقه           | محدوده بدون مدعی | محدوده بدون مدعی | مساحت (km2) |
| --------------- | ---------------- | ---------------- | ----------- |
| سرزمین ماری برد |                  | 90°W–150°W       | ۱٬۶۱۰٬۰۰۰   |

## جنوبگان ایران

نقشه جنوبگان ایران

جنوبگان ایران منطقه‌ای ادعا شده توسط جمهوری اسلامی ایران در قطب جنوب است که ما بین ۵۹٫۵ درجه شرقی تا ۶۳ّ. ۱۴ درجه شرقی قرار گرفته‌است. هم‌اکنون این منطقه میان ایران و استرالیا مورد مناقشه است.
سازمان اقیانوس‌شناسی ایران در صدد ایجاد کلبه پژوهشی در قطب جنوب است. در اسفند ۱۳۹۱ محمدحسین باقری، رئیس ستاد کل نیروهای مسلح جمهوری اسلامی ایران گفت که ایران به دلیل امکان دسترسی از طریق دریای مکران به قطب جنوب و حایل نبودن هیچ سرزمینی در این میان می‌تواند «بر طبق قوانین بین‌المللی در بخشی از قطب جنوب ادعای حاکمیت کند.» منطقه مورد نظر حدفاصل مختصات ۵۹٫۵۰ تا ۶۳٫۱۴ شرقی از سواحل ایران (۳٫۶۴ درجه عرض جغرافیایی) یک قطاع به طول تقریبی ۳۰۰۰ کیلومتر و عرض ۴۰۵ کیلومتر و مساحت تقریبی ۲۰۰ تا ۲۵۰ هزار کیلومتر مربع است. گفتنی است که جنوبگان ایران با قلمرو جنوبگان استرالیا هم پوشانی دارد.